# Isabella Capet
Isabella Capet (18 maart 1242 - Hyères, 27 april 1271) was als echtgenote van Theobald II van Navarra (V van Champagne) koningin van Navarra en gravin van Champagne.
Isabella was de dochter van koning Lodewijk IX van Frankrijk en Margaretha van Provence. Op 6 april 1255 huwde ze in Melun met koning Theobald II van Navarra.